# One Step Too Far
One Step Too Far este o melodie a formației Faithless, inclusă pe albumul Outrospective și reprezintă o colaborare cu Dido. Piesa a fost extrasă pe single în aprilie, 2002.